# Guffertstein
Der Guffertstein ist ein 1963 m ü. A. hoher Berg in den Brandenberger Alpen in Tirol. Er ist ein dem Guffert südöstlich vorgelagerter wenig ausgeprägter Nebengipfel; als nächster Gipfel folgt das Sandegg.
Über den latschenbewachsenen Guffertstein verläuft einer der südlichen Anstiege zum Guffert.